# Cuaderno de bitácora

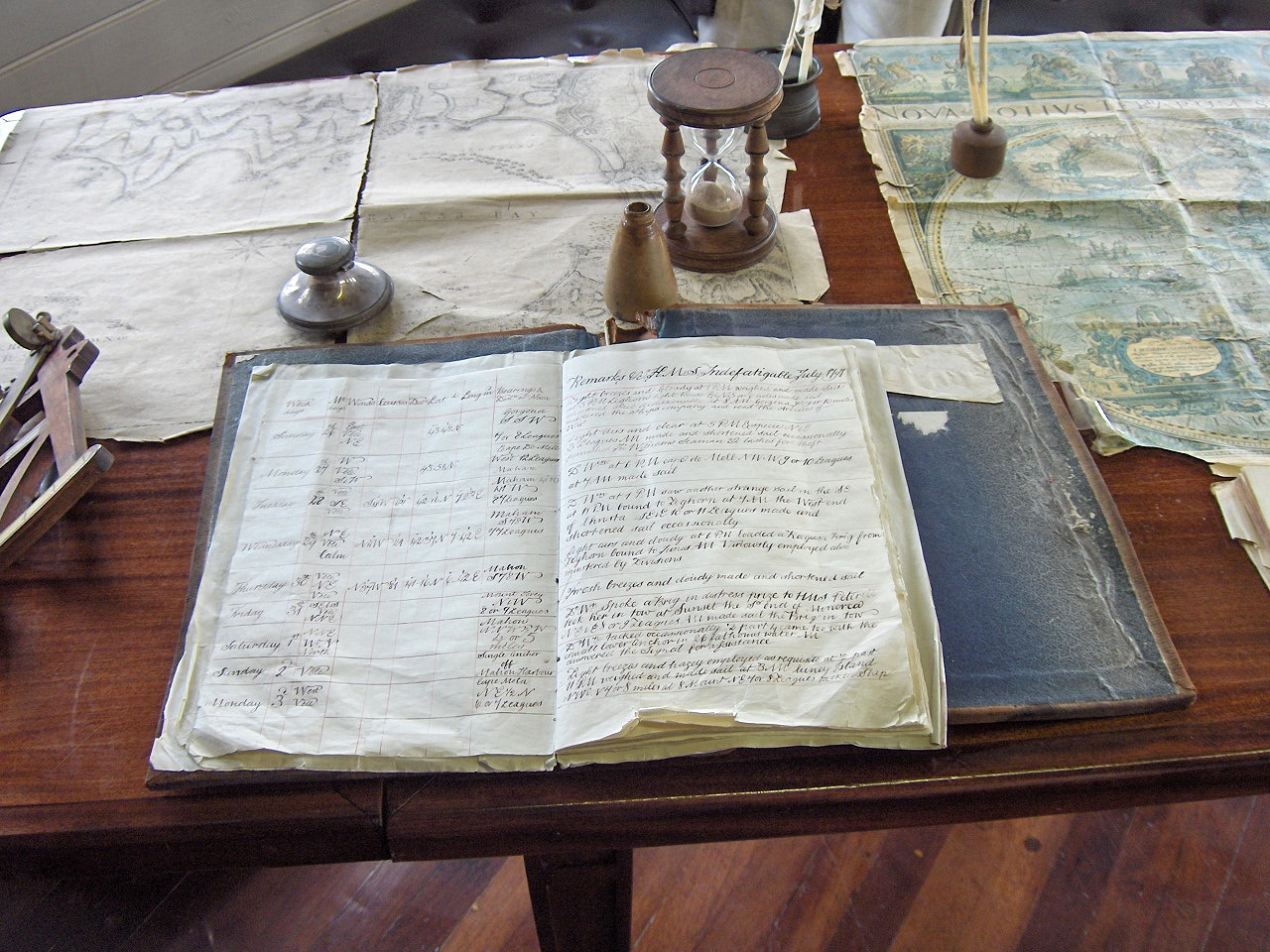
Cuaderno de bitácora histórico de la fragata Grand Turk

En la marina mercante, se conoce con el nombre de cuaderno de bitácora al libro en el que los marinos, en sus respectivas guardias, registraban los datos de lo acontecido. Etimológicamente procede del latín habitaculum-de hábito habeo; indoeuropeo ghabh, dar, recibir. Antiguamente se decía bitácula > bitácora

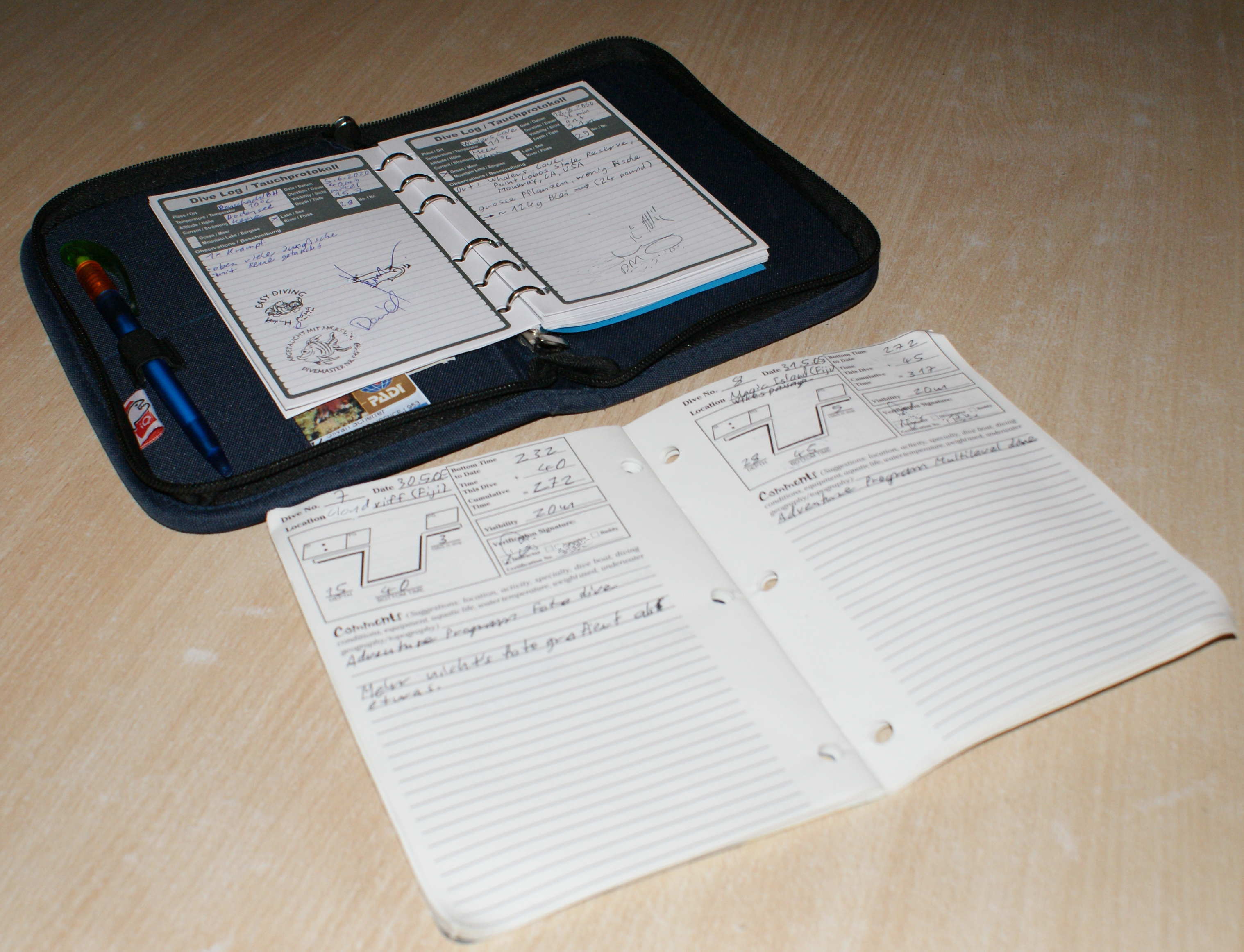
Dos cuadernos diferentes para los buceadores

Antiguamente, cuando los buques carecían de puente de mando cubierto, era costumbre guardar este cuaderno en el interior de la bitácora para preservarlo de las inclemencias. 
Es un libro en el que nos relata la vida o la experiencia de alguna persona en especial.
También sirve en el desarrollo de un viaje para escribir en ella.
Las bitácoras han evolucionado y existen varias clasificaciones así como variados recursos para elaborarlas. Así, encontramos las bitácoras electrónicas o de red, también conocidas como weblogs, las  bitácoras visuales, las auditivas y las tradicionales “impresas” (que pueden incluir descripciones escritas, dibujos y signos).  En las bitácoras de red encontramos algunas particularidades. Por ejemplo, cualquiera puede ser editor e informar y opinar acerca de cualquier tema, sin estar mediatizado más que por el tiempo que se necesita para elaborar y publicar la noticia en Internet. Esto supone mayores oportunidades de colaboración aunque también requiere un conocimiento importante de manejo de tecnología.
Como conclusión podemos decir que los diarios de campo o bitácoras de investigación pueden ser vistos como un crisol de los diferentes ingredientes de un proyecto de investigación, lo que incluye experiencias previas, observaciones, lecturas, ideas y recursos para capturar la vinculación de los distintos elementos entre sí.

## Otros usos

### Aviación

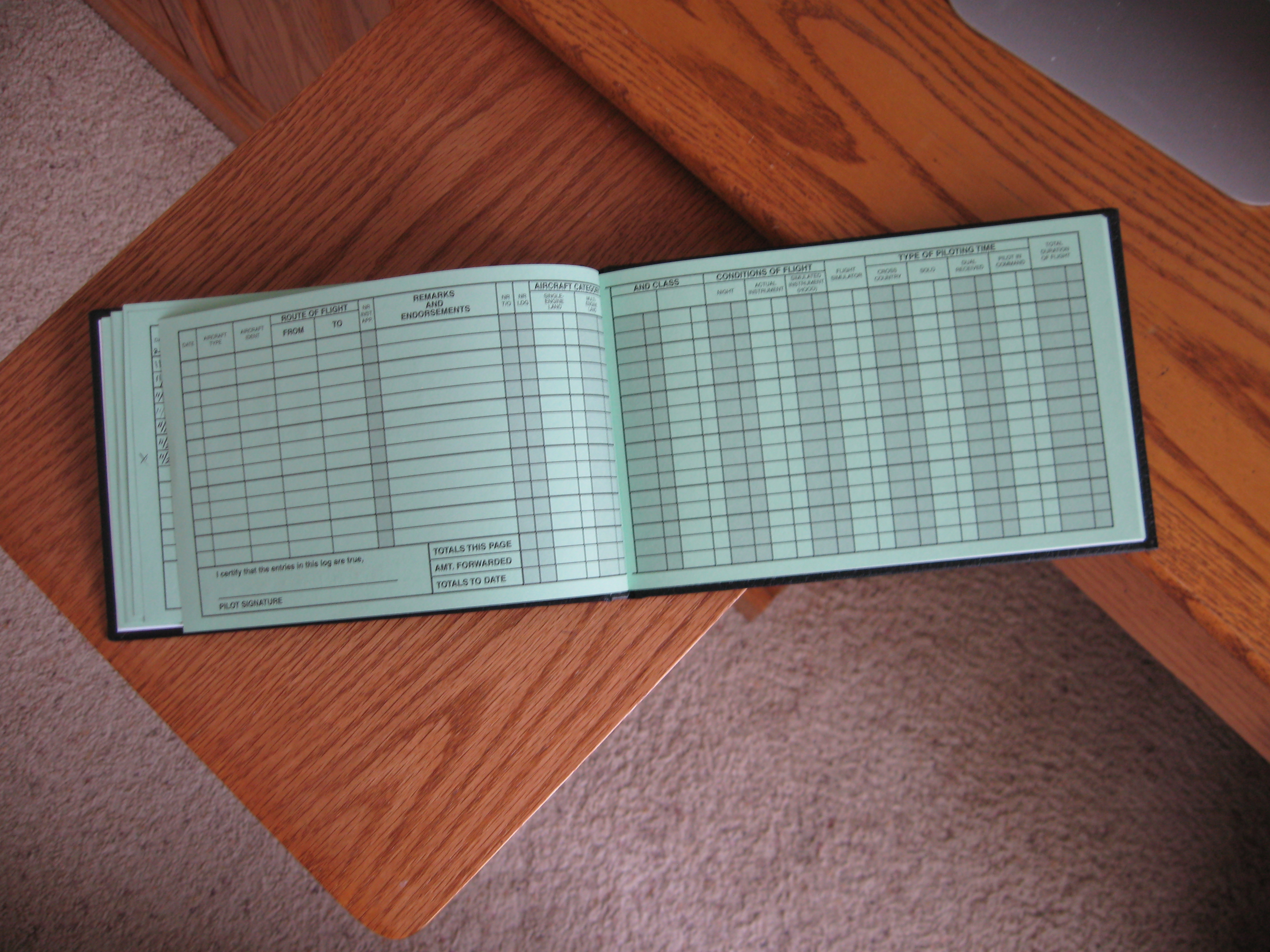
Ejemplo de un diario de vuelo de un piloto de aviación.

Los pilotos de aviación deben anotar sus horas de vuelo en un diario de vuelo o logbook en inglés. Estos logbooks tienen una serie de campos que deben ser cumplimentados por el piloto una vez ha terminado su vuelo. Actualmente existen también logbook que tienen un formato digital, pero siempre los oficiales deben ser físicos.
Existen distintos tipos de diarios de vuelo, pero todos tienen los mismos campos a rellenar: Fecha del vuelo, aeropuerto de origen, aeropuerto de destino, fecha de salida, fecha de llegada, marca, modelo y matrícula de la aeronave, tiempo de vuelo, número de aterrizajes (dividido en durante el día y durante la noche), un campo de comentarios, rol del piloto (Piloto al mando, doble mando, copiloto, instructor o examinador).
Al final de cada página hay tres campos que deben ser cumplimentados una vez se acaba la hoja con los totales de: horas totales de esa página, horas totales, horas de piloto al mando de esa página, horas totales, aterrizajes de esa página, aterrizajes totales.